# Selandia (schip, 1912)
De Selandia was een motorschip gebouwd door Burmeister & Wain voor Det Østasiatiske Kompagni. Ten onrechte is het vaak het eerste koopvaardijschip genoemd met dieselmotor. Het was echter wel het grootste motorschip in die tijd en daarmee van grote invloed op de doorbraak van de dieselmotor in de koopvaardij.
Het schip was de eerste in een serie van drie, met daarnaast de Fionia en de Jütlandia. Voor de vaart op Oost-Azië was het ook uitgerust met passagiersaccommodatie. In 1936 werd het schip verkocht en Norseman gedoopt, om daarna vanaf als Tornator te varen tot het in 1942 verging voor de kust van Japan bij Omaezaki.